# Vietteania griveaudi
Vietteania griveaudi är en fjärilsart som beskrevs av Pierre E.L. Viette 1978. Vietteania griveaudi ingår i släktet Vietteania och familjen nattflyn. Inga underarter finns listade i Catalogue of Life.